# Профспілка залізничників і транспортних будівельників України
Профспілка залізничників і транспортних будівельників України — найбільша профспілка працівників залізничного транспорту в Україні,

## Історія
У 1990—1991 роботу з організації всеукраїнської залізничної галузевої профспілки очолював Чорномаз Анатолій Володимирович. Установий з'їзд відбувся 23 січня 1992. В цьому ж році профспілка була зареєстрована у Міністерстві юстиції України як всеукраїнська громадська організація.

## Чисельність
Станом на 1 січня 2006 року загальна кількість членів профспілки становить 758,9 тис.
Загальна кількість працюючих на підприємствах залізничного транспорту і транспортного будівництва України — 485,0 тис. З них членами профспілки є 476,1 тис. осіб. Охоплення профспілковим членством становить 97,7% працюючих.
Профспілка є одною із найбільших профспілкових організацій в Україні.

## Міжнародна діяльність
На Установчому Конгресі в Брюселі 14-15 червня 1999 року представники 120 профспілок із 34 країн, в тому числі Профспілки залізничників і транспортних будівельників України, заснували Європейську Федерацію транспортників.

## Керівники
Першим головою Ради профспілки був Чорномаз Анатолій Володимирович. 
Ткачов Вадим Мар'янович — обраний головою профспілки на IV з'їзді профспілки у 2001, переобраний у 2006 та 2011.
На VIII З'їзді профспілки, який відбувся 14 грудня 2021 року, Головою Профспілки залізничників і транспортних будівельників України обрано Семеруня Олексія Андрійовича.

## Вісник
З 16 серпня 1996 року двічі на місяць виходить газета «Вісник профспілки залізничників і транспортних будівельників України». Газета є наймасовішою профспілковою газетою України. Тираж (в листопаді 2009) 159 165 примірників. Засновник і видавець — Рада профспілки залізничників і транспортних будівельників України. Індекс 94922 Головний редактор: Ольга Артем'єва. Матеріали публікуються мовою оригіналу. Тираж «Вісника» (найвищі показники): 90 тис. примірників (2006 рік); 109 тис. (2007), 143 тис. (2008), 195 тис. (2009), 197 тис. (2010), 202,9 тис. (2011).